# Vincent Dreyer
Vincent Dreyer (ur. 8 października 1978) – namibijski rugbysta, reprezentant kraju, uczestnik Pucharu Świata w Rugby 2003, nauczyciel i trener.
W namibijskiej reprezentacji zadebiutował w meczu Pucharu Afryki 2002 z Zimbabwe. Z uwagi na rezygnację czterech graczy znalazł się ostatecznie w składzie na Puchar Świata w Rugby 2003. Na tym turnieju rozegrał trzy spotkania, zatem podczas kariery reprezentacyjnej zaliczył łącznie cztery testmecze nie zdobywając punktów.
Z kadrą rugby 7 prócz turniejów towarzyskich występował także w zawodach z cyklu IRB Sevens World Series.
Pracował następnie w Windhoek Gymnasium jako nauczyciel wychowania fizycznego i trener drużyny rugby.
Był trenerem formacji ataku w United Rugby Club. Znajdował się również w sztabie szkoleniowym narodowych reprezentacji U-18, U-19 i U-20, w tym na turnieju Junior World Rugby Trophy 2013.
Jako pierwszy trener prowadził od 2014 roku reprezentację rugby siedmioosobowego (m.in. w Mistrzostwach Afryki 2014), zrezygnował zaś w czerwcu roku 2015, gdy związek przeciągał sprawę przedłożenia mu stałego kontraktu.